# Anti-folk
L'anti-folk è un genere di musica che mischia il punk rock al folk americano, sviluppato durante la metà degli anni ottanta sia in Inghilterra sia negli USA.
Questo genere unisce gli atteggiamenti grezzi, abrasivi, aggressivi e attivi politicamente della scena punk con i suoni della tradizione folk americana, da cui deriva il largo utilizzo della chitarra acustica.
Regina Spektor e Ani DiFranco sono considerate tra le artiste più influenti in questo genere e sono soprattutto responsabili della popolarità del genere, dal momento che molti dei loro album hanno ricevuto importanti piazzamenti nella Billboard 200.
Nella West Coast,  S.P.A.M. Records e Bobby Joe Ebola and the Children MacNuggits, hanno dato il loro contributo al genere. La musica contemporanea anti-folk è popolare in molte zone degli Stati Uniti ed inoltre ha avuto un discreto successo nel Regno Unito e generalmente in Europa, principalmente grazie a Rough Trade Records, The Moldy Peaches, e Jeffrey Lewis.
La scena anti-folk di New York si è sviluppata intorno al Sidewalk Cafe, un club nell'East Village che ospita alcune esposizioni e concerti, in cui vanno in scena cantautori e gruppi anti-folk.